# Années 1300 av. J.-C.
Les années 1300 av. J.-C. couvrent les années de 1309 av. J.-C. à 1300 av. J.-C.

## Évènements
- 1310-1300 av. J.-C.[1] : règne de Attar-kittah, roi d’Élam[2].

- 1309-1287 av. J.-C.[1] : règne de Muwatalli II, roi des Hittites. Il se heurte dès le début de son règne à des difficultés et passera l’essentiel de son temps à défendre l’empire. La révolte des Gasga prend de l’ampleur : ils ravagent la région de Hattusa (Muwatalli doit transférer la capitale hittite vers le sud, à Tarhuntassa, en pays louvite) et franchissent le fleuve Halys jusqu’à Kanish. Après dix années de dévastations, Hattusili, le frère de Muwatalli, gouverneur du Pays-Haut, réussit à les écraser[2]. En Arzawa, une habile politique matrimoniale (mariage de la sœur de Muwatalli avec le roi Masturi) et de soutien envers la famille royale qu’il installe au pouvoir permet à Muwatalli d’éviter l’intervention militaire et lui assure des troupes contre l’Égypte[3]. Muwatalli II mène campagne vers le nord-ouest et conclut un traité de vassalité avec le roi Alaksandu de Wilusa[4], ce qui provoque un conflit avec les Ahhiyawa (peut-être les Achéens). Les souverains Ahhiyawa ont des relations d’égalité avec les rois hittites. Leur pays se serait situé sur la côte ouest de l’Anatolie (Milet, Troie), en Grèce, à Rhodes et peut être en Crète.

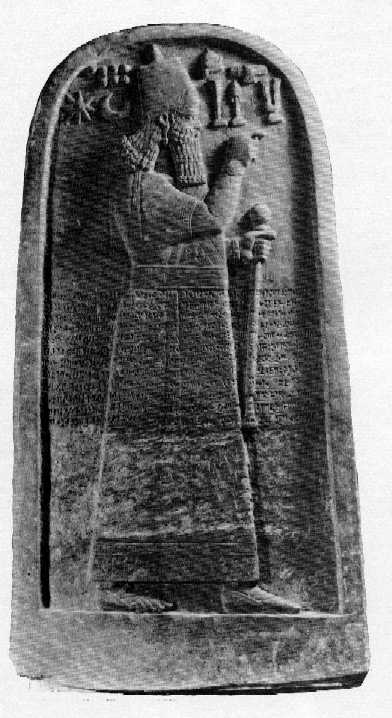
Stèle d'un roi Adad-Nirari, peut-être Adad-Nirari Ier

- 1307-1275 av. J.-C.[1] : règne d’Adad-nerari Ier roi d'Assyrie[2]. Il entre en conflit avec Nazi-Maruttash de Babylone. Les Assyriens sont victorieux et la frontière est reportée au sud du Zab inférieur[5]. Il se heurte plusieurs fois aux Araméens qui nomadisent dans le Nord de la Mésopotamie et dans la région de l’Euphrate. Profitant de la faiblesse momentanée des Hittites, reconquiert l’ancien Mitanni et soumet Shuttarna III, roi du Hanigalbat mis en place par Ashur-ubalit, puis son fils Wasashatta, qui se sont révoltés. Le royaume de Ninive atteint l’Euphrate[2]. Le palais mitannien de Tell Brak, dans le Hanigalbat, est détruit à deux reprises par les armées d'Adad-nerari Ier et de Salmanazar Ier[6].

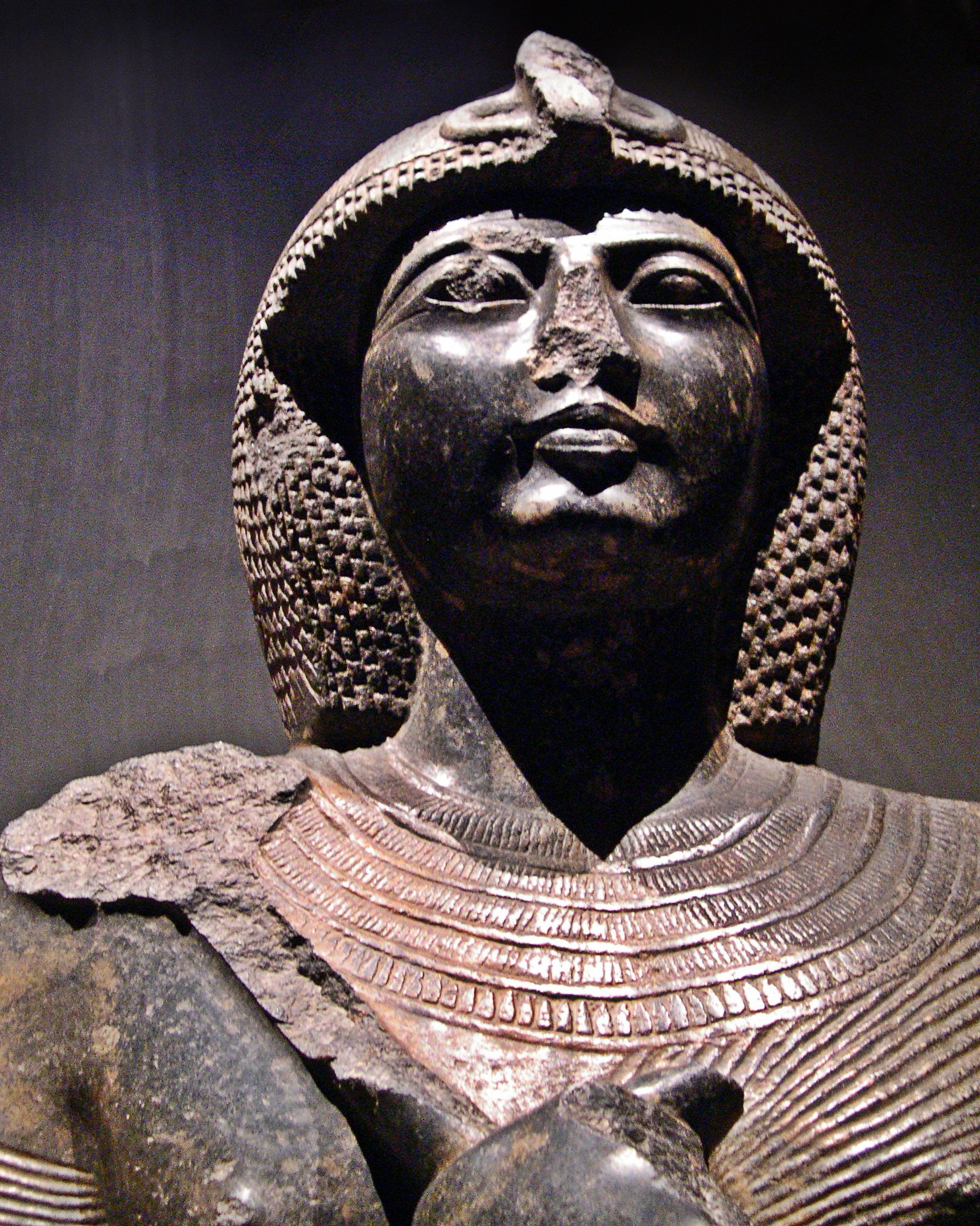
Statue de Ramsès II. Musée égyptien du Caire.

- 1304 av. J.-C. : naissance de Ramsès II ou début de son règne selon différents auteurs en fonction de la chronologie adoptée[7].
- 1304-1237 av. J.-C.[2],[8] : Ramsès II, troisième pharaon de la XIXe dynastie égyptienne, monte sur le trône à l'âge de 25 ans. Il va régner 67 ans (66 ans et deux mois selon Manéthon)[9]. Il épouse Néfertari (an 1 du règne), Isisnofret[10], puis sa sœur Hentmirê, Maâthornéferourê, une princesse hittite, et ses filles Mérytamon et Bent-Anat[11]. Amenemopet conserve son titre de vice-roi de Koush[12] ; Nebounenef est nommé grand prêtre d'Amon[13] (an 1-an 12). Ramsès II fonde sa capitale Per-Ramsès, près de Tanis, dans le delta, aux limites de l'Égypte et de l'Asie[14]. Thèbes conserve le rôle de capitale religieuse. Devant la montée en puissance du Hatti, Ramsès renforce son armée, développant une quatrième division, chaque division comportant 5 000 hommes. Il lève des troupes en Nubie et recrute des mercenaires parmi les prisonniers de guerre ramenés d'Amourrou et parmi les Shardanes émigrés sur la côte phénicienne (équipés de casques à corne et de boucliers ronds)[15]. Dès l'an 2 de son règne, il bataille en Libye et en Nubie pour établir fermement l'autorité égyptienne, ce qui lui permettra de s'engager dans la guerre contre le Hatti.
- 1302 av. J.-C. : Ramsès II fait creuser des puits sur la piste menant aux mines d’or du désert d’Akita, près de la forteresse de Kouban, en Nubie[16] (an 3 de son règne).
- 1301 av. J.-C. : campagne de Ramsès II en Asie (an 4 de son règne)[9]. Il remonte le long de la côte, vraisemblablement jusqu’à Byblos, pour aménager les bases maritimes et préparer la grande offensive qu’il allait lancer l’année suivante (stèle de Nahr el-Kelb). Pendant ce temps, le roi hittite Muwatali organise une vaste coalition  avec les princes d’Asie mineure (Pédasiens, Dardaniens, Mysiens, Lyciens, Arzawa, Kodé) et de Syrie du Nord (Naharina, Ougarit, Mesheneth, Karkemish, Harran, Alep, Qadesh)[2].
- 1300 av. J.-C.[1] (ou 1274 av. J.-C.[17]) : la deuxième bataille de Qadesh oppose les troupes égyptiennes de Ramsès II aux Hittites menés par leur roi Muwatali. L'issue reste indécise[2].

## Art et culture
- Durant son long règne, Ramsès II restaure et fait construire de nombreux temples et monuments (Karnak, Abou Simbel, Louxor, Abydos, Tanis, Memphis, Héliopolis, le Ramesséum de Thèbes). La statuaire royale égyptienne évolue vers une production en série sous les ramessides, tout en gardant une grande qualité.
- Diffusion en Égypte du culte de la déesse orientale Anat sous le règne de Ramsès II ; le culte populaire de la déesse asiatique Qadesh se développe à l’époque ramesside[18].
- Poème de Qadesh, rédigée par le scribe Pentaour en Égypte[19].